# Banvillars
Banvillars es una comuna francesa situada en el departamento del Territorio de Belfort, de la región de Borgoña-Franco Condado.
Los habitantes se llaman Banvillardais.

## Geografía
Está ubicada a 5 km al suroeste de Belfort.

## Demografía
| 132 | 141 | 203 | 208 | 237 | 242 | 274 | 282 |
| Para los censos de 1962 a 1999 la población legal corresponde a la población sin duplicidades (Fuente: INSEE [Consultar]) |     |     |     |     |     |     |     |